# Adige (Schiff, 1929)
Die Adige war ein in den späten 1920er Jahren gebautes Landungsschiff der italienischen Regia Marina. Sie war ein Einzelschiff und Vorläufer der 1933 bis 1937 gebauten wesentlich größeren Schiffe der Sesia-Klasse. Aus Gründen militärischer Geheimhaltung wurde das Schiff offiziell als Wassertanker (motocisterne per acqua (MC)) deklariert. Sie war das erste nach der Etsch (ital. Adige), dem zweitlängsten Fluss Italiens, benannte Schiff einer italienischen Marine.

## Bau und technische Daten
Die Adige wurde am 9. Mai 1927 bei der Werft „Cantiere navale di Castellammare di Stabia“ (heute Teil von Fincantieri) in Castellammare di Stabia auf Kiel gelegt, lief am 31. Oktober 1928 vom Stapel und wurde am 26. April 1929 in Dienst gestellt. Sie war 47 m lang und 9,6 m breit. Ihr Tiefgang war maximal 2,8 m am Heck, 0,5 m am Bug. Die Wasserverdrängung betrug 793 Tonnen. Zwei Dieselmotoren von jeweils 140 PS (103 kW) ermöglichten über zwei Wellen mit je einer Schraube eine Höchstgeschwindigkeit von 8 Knoten. Das Schiff war mit sechs 6,5-mm-Maschinengewehren bewaffnet. Bei Mineneinsätzen konnten bis zu 48 Minen aufgenommen werden. Die Besatzung bestand aus 33 Mann.

## Geschichte
Die Adige konnte ein ganzes Infanterie-Bataillon transportieren und über eine mit Handkurbeln betriebene, 2,38 m breite und 8,15 m lange Bugrampe an einem Strand anlanden. Zwei gravierende Schwächen stellten sich jedoch bald heraus: wegen der zu schmalen Bugrampe konnten keine breiteren Fahrzeuge befördert werden, und seine Maschinen waren zu leistungsschwach, um nach einer Landung am Strand aus eigener Kraft wieder in Fahrt zu kommen. Diese Fehler wurden dann bei den Schiffen der Sesia-Klasse vermieden. Die Adige wurde aufgrund dieser Nachteile nur für normale Transportzwecke eingesetzt.
Zum Zeitpunkt der italienischen Kapitulation bzw. des Waffenstillstands von Cassibile befand sich das Schiff im griechischen Patras. Dort wurde es am 8. September 1943 von der deutschen Wehrmacht beschlagnahmt und dann von der Kriegsmarine der Seetransportstelle Patras zugewiesen. Als diese im August 1944, im Zuge des deutschen Rückzugs, aufgelöst wurde, wurde das Schiff im Hafen von Patras selbstversenkt.